# АМТ банк
АМТ Банк – российский универсальный банк. Банк предоставлял услуги для частных клиентов (вклады, ипотека, банковские карты) и предприятий малого и среднего бизнеса (расчётные счета, депозиты, кредитование). 21 июля 2011 года у банка отозвана лицензия.

## История
В 1994 году был основан банк «Астана-Холдинг Банк». Его деятельность была направлена на содействие российско-казахстанским торговым связям. В 1999 году он был переименован в «Международный Банк „Астана“». В 2002 году «Международный Банк „Астана“» меняет своё название и становится «СлавинвестБанком». В этом же году «СлавинвестБанк» вошёл в число 100 крупнейших банков России. 18 сентября 2006 года пресс-служба банка заявила, что Банк «ТуранАлем» планирует до конца 2007 года довести свою долю в уставном капитале «СлавинвестБанка» до 51%. 5 февраля 2008 года «СлавинвестБанк» объявил о начале процедуры переименования и ребрендинга вслед за своим стратегическим партнёром, казахстанским банком «ТуранАлем». 10 июня 2008 года «СлавинвестБанк» переименован в «БТА Банк».
В 2009 году после национализации казахстанского «БТА Банка» российский банк практически полностью вышел из-под его опеки. В распоряжении «БТА Банка» остался пакет меньше блокирующего — 22,26% долей в капитале банка. 22 марта 2010 года кредитная организация получила новое наименование — «АМТ Банк».
По данным банка его конечными владельцами являлись гражданин Литвы Ринат Батыргареев (18,99% через «АМК-Инвест»), англичане Джон и Сара Вилсон, контролирующие вместе 19,39%, гражданин Казахстана Нургали Беркинбаев (19,59% через «ТуранАлем Капитал»), скандально известный казахский банкир и бизнесмен Мухтар Аблязов, (19,77%). 22,26% через «БТА Банк» контролирует Правительство Республики Казахстан.

Банк России принял решение об отзыве лицензии у АМТ-банка.
20 июля 2011 года в ЦБ прошло заседание комитета банковского надзора, в ходе которого и было решено отозвать лицензию. Официальная информация о принятом решении появилась на сайте ЦБ 21.07.2011 года. Банк входил в Систему страхования вкладов, поэтому его вкладчикам гарантирована компенсация на сумму до 700 тысяч рублей.
Причина отзыва
Лицензия отозвана в связи с неисполнением банком федеральных законов, регулирующих банковскую деятельность, и нормативных актов Банка России, а также в связи с установлением фактов существенной недостоверности отчетных данных.
ООО «АМТ Банк» размещало средства в низкокачественные активы, не создавая адекватные резервы на возможные потери. Кредитная организация не исполняла в полном объеме требования неоднократных предписаний Банка России о достоверной оценке своих активов и формировании резервов, что существенно влияло на размер собственных средств (капитала) банка, скрывая наличие у него оснований для осуществления мер по предупреждению несостоятельности (банкротства).

По оценкам проводящего принудительную ликвидацию «АМТ-банка» Агентства по страхованию вкладов, на конец марта 2012 года требования кредиторов к банку составляли 31,9 млрд рублей, тогда как стоимость «живых» активов на балансе — лишь 4,5 млрд рублей. Не менее 70% активов связано с Аблязовым. АСВ прогнозирует, что вернуть удастся лишь около 25-30% стоимости активов банка. Поэтому возмещения по вкладам смогут получить лишь кредиторы первой очереди, то есть вкладчики в пределах гарантированного государством порога в 700 000 рублей. Вклады на большую сумму в «АМТ-банке» держали около 5500 человек.

## Руководство
Высший орган управления банка — общее собрание участников. Общее руководство деятельностью банка осуществляет Совет директоров. Руководство текущей деятельностью банка осуществляют исполнительные органы: единоличный (председатель правления банка) и коллегиальный (правление банка)
- Председатель правления: Мессерле Елена Станиславовна.
- Заместители председателя правления: Кизенков Дмитрий Владимирович, Коданиди Ольга Дмитриевна, Третьяков Андрей Александрович, Ким Владимир Эдуардович.

## Показатели
«АМТ Банк» насчитывает 9 филиалов, 11 дополнительных офисов в Москве, 12 дополнительных и 4 операционных офиса в регионах. Численность сотрудников организации — чуть менее 1 000 человек.
По состоянию на 1 апреля 2011 года активы «АМТ Банка» составляют 45 млрд рублей, собственный капитал – 12,6 млрд рублей. Уровень достаточности капитала банка на 1 апреля 2011 года составил 26,7%, что существенно превосходит среднерыночный показатель. На 1 апреля 2011 года прибыль банка составила 381 млн рублей. По оценке журнала «Финанс», в рэнкинге крупнейших российских банков по рентабельности активов за 1 квартал 2011 года «АМТ Банк» занимает 25 место. С начала 2011 года банк привлёк на обслуживание более 800 новых клиентов – юридических лиц и индивидуальных предпринимателей.

## Логотип

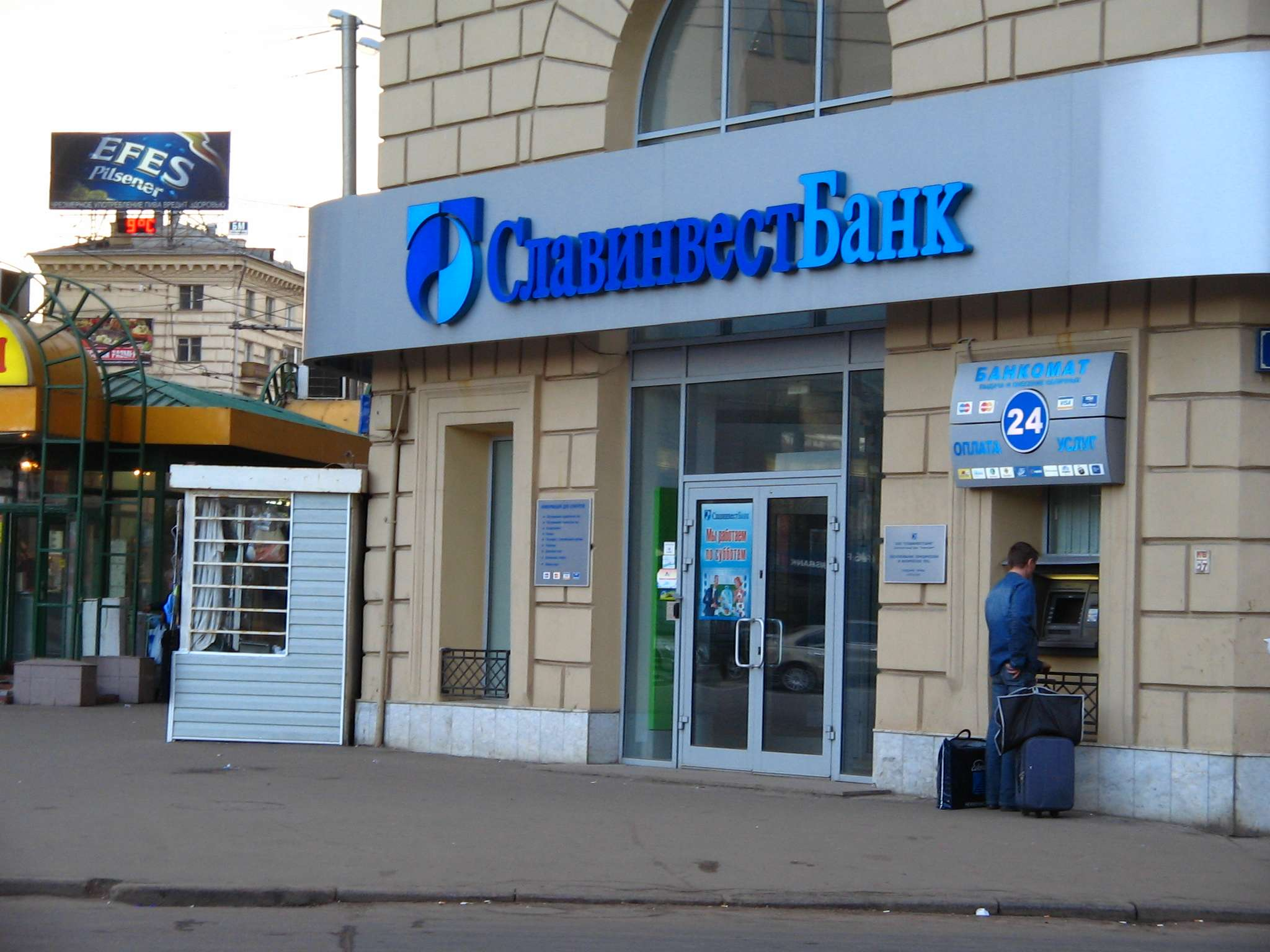
Отделение Славинвестбанка возле Павелецкого вокзала в Москве (апрель 2006 года)

- В 2002—2004 годах логотип представлял собой изображение паруса с подписью «СлавинвестБанк» белого цвета.
- В 2004—2008 годах логотипом были два квадрата голубого и тёмно-синего цветов, на нём круг, раскрашенный в два цвета: тёмно-синий и голубой, рядом слово «Славинвест» тёмно-синего цвета и слово «Банк» голубого цвета.
- В 2008—2010 годах логотипом были два пересекающихся квадрата красного и зелёного цветов со словом «БТА» белого цвета, рядом слово «Банк» серого цвета.
- В 2010—2011 годах логотипом была смесь серых, красных и зелёных полос, рядом серый квадрат с белой буквой «А», рядом красный квадрат с белой буквой «М», рядом зелёный квадрат с белой буквой «Т», рядом слово «Банк» серого цвета.